# Буц Петро Миколайович
Петро Миколайович Буц (нар. 2 липня 1966, Кривий Ріг, Дніпропетровська область, УРСР) — радянський та український футболіст та футзаліст, захисник. Майстер спорту СРСР з 1989 року.

## Життєпис
Вихованець криворізької ДЮСШ «Кривбас». З 1983 року виступав у другій лізі СРСР у дорослій команді «Кривбасу». У 1986 році грав за клуб першої союзної ліги «Спартак» (Орджонікідзе).
Через рік перейшов у клуб вищої ліги дніпропетровський «Дніпро». За чотири сезони в складі «дніпрян» — чемпіонів (1988), віце-чемпіонів (1989) та володарів Кубка СРСР (1989) — Буц проводить 4 матчі у вищій лізі чемпіонату СРСР. Виступає в основному за дубль. З командою дублерів — чемпіон СРСР 1987 року. Також брав участь у матчах розіграшу Кубка Федерації футболу в 1988, 1989 (фіналіст) і 1990 (володар).
У 1991 році перейшов у «Тилігул». Стає основним гравцем молдавської команди. У цьому сезоні тираспольці займають друге місце в першій лізі СРСР і завойовують право на наступний сезон підвищитися в класі. Однак турнір 1991 року став останнім в історії першостей Радянського Союзу.
Після розпаду СРСР Буц повернувся в Україну. Виступав у вищій лізі за тернопільську «Ниву» й криворізький «Кривбас». У криворізькій команді, з урахуванням радянського періоду, провів понад сто офіційних матчів.
Наприкінці кар'єри виступав у чемпіонаті Казахстану. У складі «Кайрата» ставав бронзовим призером турніру (1999).
Після завершення активних виступів, працював викладачем фізичного виховання в Дніпропетровській митної академії. У складі команди ветеранів «Дніпра» виступав в чемпіонаті України.

## Досягнення
- Вища ліга чемпіонату СРСР
  -  Чемпіон (1): 1988
  -  Срібний призер (1): 1989

- Кубок СРСР
  -  Володар (1): 1989

- Кубок Федерації футболу СРСР
  -  Володар (1): 1989
  -  Фіналіст (1): 1990